# Алдо Тек'я
Алдо Тек'я (алб. Aldo Teqja, нар. 4 травня 1995, Тирана, Албанія) — албанський футболіст, воротар клубу «Скендербеу». Виступав за молодіжну збірну Албанії.
Володар Суперкубка Албанії.

## Клубна кар'єра
Вихованець юнацьких команд футбольних клубів «Динамо» (Т) та «Анортосіс».
У дорослому футболі дебютував 2011 року виступами за команду клубу «Динамо» (Тирана).
Пізніше привернув увагу представників тренерського штабу клубу «Анортосіс», до складу якого приєднався 2013 року. Відіграв за кіпрську команду наступний сезон своєї ігрової кар'єри.
2014 року уклав контракт з клубом «Ельпіда Ксилофагу», у складі якого провів наступний рік своєї кар'єри гравця. З 2015 року знову, цього разу один сезон захищав кольори команди клубу «Анортосіс».
Протягом 2016 року захищав кольори команди клубу «Кукесі». До складу клубу «Скендербеу» приєднався 2016 року.

## Виступи за збірні
2010 року дебютував у складі юнацької збірної Албанії, взяв участь в 11 іграх на юнацькому рівні, відзначившись 99997 забитими голами.
Протягом 2013–0 років залучався до складу молодіжної збірної Албанії. На молодіжному рівні зіграв у 10 офіційних матчах.

## Статистика виступів

### Статистика клубних виступів
| Сезон              | Команда             | Чемпіонат          | Чемпіонат | Чемпіонат | Національний кубок | Національний кубок | Національний кубок | Континентальні кубки | Континентальні кубки | Континентальні кубки | Інші змагання | Інші змагання | Інші змагання | Усього | Усього |
| Сезон              | Команда             | Ліга               | Ігор      | Голів     | Ліга               | Ігор               | Голів              | Ліга                 | Ігор                 | Голів                | Ліга          | Ігор          | Голів         | Ігор   | Голів  |
| ------------------ | ------------------- | ------------------ | --------- | --------- | ------------------ | ------------------ | ------------------ | -------------------- | -------------------- | -------------------- | ------------- | ------------- | ------------- | ------ | ------ |
| 2010–11            | «Динамо» (Тирана)   | КС                 | 0         | -0        | КА                 | 1                  | -?                 | ЛЧ                   | -                    | -                    | СА            | -             | -             | 1      | -0+    |
| 2013–14            | «Анортосіс»         | А категорія        | 3         | -10       | КК                 | 0                  | -0                 | -                    | -                    | -                    | -             | -             | -             | 3      | -10    |
| 2014–15            | «Ельпіда Ксилофагу» | Другий дивізіон    | 0         | -0        | КК                 | 0                  | -0                 | -                    | -                    | -                    | -             | -             | -             | 0      | -0     |
| 2015–16            | «Анортосіс»         | А категорія        | 0         | -0        | КК                 | 1                  | -2                 | -                    | -                    | -                    | -             | -             | -             | 1      | -2     |
| Усього «Анортосіс» | Усього «Анортосіс»  | Усього «Анортосіс» | 3         | -10       |                    | 1                  | -2                 |                      | -                    | -                    |               | -             | -             | 4      | -12    |
| 2016–17            | «Скендербеу»        | КС                 | 0         | -0        | КА                 | 1                  | -1                 | -                    | -                    | -                    | СА            | 0             | -0            | 1      | -1     |
| Усього за кар'єру  | Усього за кар'єру   | Усього за кар'єру  | 3         | -10       |                    | 3                  | -3+                |                      | -                    | -                    |               | -             | -             | 6      | -13+   |